# Alice in Chains Australian Tour 2009
Australian Tour 2009 – trasa koncertowa amerykańskiego zespołu muzycznego Alice in Chains, zorganizowana od 21 lutego do 2 marca 2009. Występy odbywały się w Australii w ramach corocznego Soundwave Festival. Wyjątek stanowią dwa koncerty – 25 lutego w Enmore Theatre w Sydney oraz 26 w Palais Theatre na terenie Melbourne. Jest to pierwsza trasa zespołu po kontynencie australijskim od października i listopada 1993 i czasów tournée Down in Your Hole Tour.
Trasa odbyła się w trakcie przerwy w sesji nagraniowej albumu studyjnego Black Gives Way to Blue, którego prace zostały zakończone 18 marca.

## Opis trasy
23 września 2008 wortal Blabbermouth.net poinformował, że zespół Alice in Chains wystąpi wraz z grupami Bloodhound Gang i Nine Inch Nails jako headliner na australijskim festiwalu muzycznym Soundwave. W jego ramach odbyło się 5 koncertów w największych miastach położonych na terenie Australii. Zespół zagrał także dwa występy, nie obejmujące programu festiwalu (25 lutego w Sydney oraz dzień później w Melbourne). Jest to pierwsze tournée Alice in Chains po kontynencie australijskim, od czasów występów w ramach Down in Your Hole Tour z października i listopada 1993.
W rozmowie z australijską gazetą „The Courier-Mail”, Jerry Cantrell, odnosząc się do kompozycji zawartych na nowym albumie studyjnym Black Gives Way to Blue przyznał, że „nowy materiał jest super” oraz zawiera mieszaninę ciężkich i mrocznych dźwięków, przeplatanych z akustycznym brzmieniem, które od lat jest charakterystyczne dla zespołu.

### Setlista
Setlista wchodząca w skład występów festiwalowych składała się z dwunastu utworów, w głównej mierze pochodzących z albumów studyjnych Facelift, Dirt oraz Alice in Chains. Podczas dwóch pozaprogramowych koncertów (w Sydney i Melbourne) zespół zagrał setlistę poszerzoną do 17 kompozycji (dnia pierwszego) i 16 (dnia drugiego). Dodatkowo grupa prezentowała także kompozycje z minialbumu Jar of Flies z 1994.
| Soundwave Festival |
| --- |
| 1. „Again” 2. „Angry Chair” 3. „Man in the Box” 4. „Them Bones” 5. „Dam That River” 6. „Rain When I Die” 7. „Nutshell” 8. „Down in a Hole” 9. „No Excuses” 10. „It Ain’t Like That” 11. „Would?” 12. „Rooster” |

| Sydney (25.02.2009) |
| --- |
| 1. „Again” 2. „Angry Chair” 3. „Man in the Box” 4. „Junkhead” 5. „Dirt” 6. „Them Bones” 7. „Dam That River” 8. „Rain When I Die” 9. „Sludge Factory” 10. „Down in a Hole” 11. „We Die Young” 12. „God Am” 13. „No Excuses” 14. „It Ain’t Like That” 15. „Love, Hate, Love” 16. „Would?” 17. „Rooster” |

| Melbourne (26.02.2009) |
| --- |
| 1. „Again” 2. „Angry Chair” 3. „Man in the Box” 4. „Junkhead” 5. „Dirt” 6. „Them Bones” 7. „Dam That River” 8. „Rain When I Die” 9. „Sludge Factory” 10. „Down in a Hole” 11. „We Die Young” 12. „No Excuses” 13. „It Ain’t Like That” 14. „Love, Hate, Love” 15. „Would?” 16. „Rooster” |

## Support
Rolę supportu podczas koncertów w Enmore Theatre 25 lutego i Palais Theatre 26 lutego, pełniła amerykańska formacja Maylene and the Sons of Disaster.

## Daty i miejsca koncertów

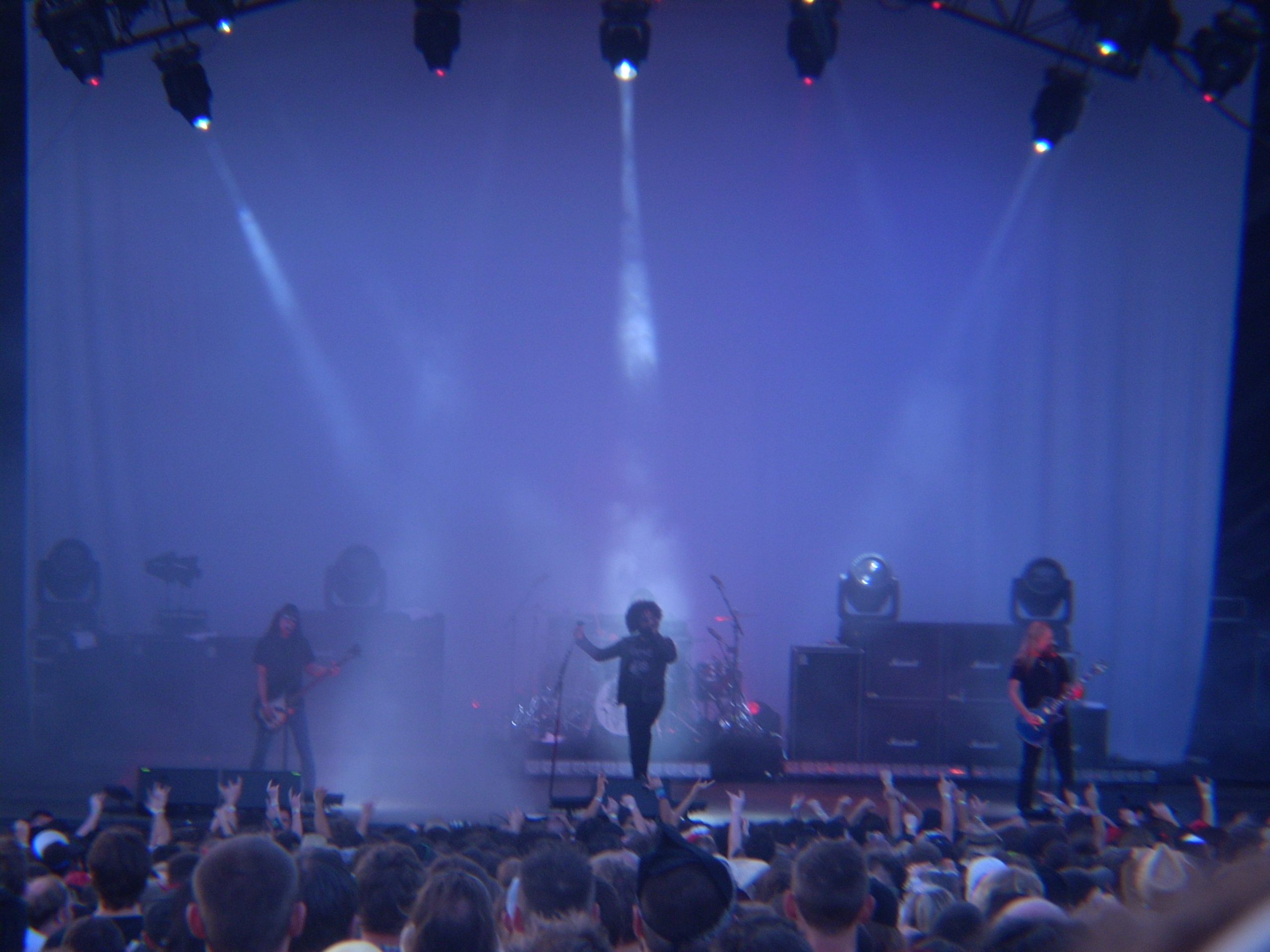
Alice in Chains podczas Soundwave Festival w Sydney, 22 lutego 2009

| Data           | Miasto    | Kraj      | Obiekt                              | Support                          |
| -------------- | --------- | --------- | ----------------------------------- | -------------------------------- |
| Australia      |           |           |                                     |                                  |
| 21 lutego 2009 | Brisbane  | Australia | RNA Showgrounds                     | N/A                              |
| 22 lutego 2009 | Sydney    | Australia | Eastern Creek International Raceway | N/A                              |
| 25 lutego 2009 | Sydney    | Australia | Enmore Theatre                      | Maylene and the Sons of Disaster |
| 26 lutego 2009 | Melbourne | Australia | Palais Theatre                      | Maylene and the Sons of Disaster |
| 27 lutego 2009 | Melbourne | Australia | Royal Melbourne Showgrounds         | N/A                              |
| 28 lutego 2009 | Adelaide  | Australia | Bonython Park                       | N/A                              |
| 2 marca 2009   | Perth     | Australia | Bassendean Oval                     | N/A                              |

## Zespół
Alice in Chains
- William DuVall – śpiew, gitara rytmiczna, wokal wspierający
- Jerry Cantrell – śpiew, gitara prowadząca, wokal wspierający
- Mike Inez – gitara basowa, wokal wspierający
- Sean Kinney – perkusja